# زينايدا غيبيوس
زينايدا نيكولاينيفنا غيبيوس (بالفرنسية: Zinaïda Hippius)‏ (هيبيوس) (20 نوفمبر 1869 – 9 سبتمبر 1945) شاعرة روسية، وكاتبة مسرحية، وروائية ومحررة ومفكرة دينية، وواحدة من الشخصيات الرئيسية من الرموز الروسية. وُصفت قصة زواجها من ديمتري ميرجكوفسكي، والتي استمرت 52 عامًا، في كتابها غير المكتمل ديمتري ميرجكوفسكي (باريس،1951 ؛ موسكو،1991). بدأت الكتابة في سن مبكرة، وعندما قابلت ديمتري ميرجكوفسكي في عام 1888، كانت بالفعل شاعرة مشهورة. عُقد قرانهما عام1889. نشرت غيبيوس كتابها الأول من الشعر، (مجموعة من القصائد، 1889-1903) في عام 1903، ومجموعتها الثانية، مجموعة قصائد الكتاب 2. (1903-1909) في عام 1910.
بعد ثورة 1905، أصبح ميرجكوفسكي من منتقدي القيصرية. لقد قضوا عدة سنوات في الخارج خلال هذه الفترة، متضمنة رحلات لعلاج القضايا الصحية. استنكروا ثورة أكتوبر1917 ، ورأوا أنها كارثة ثقافية، وفي عام 1919 هاجروا إلى بولندا. وبعد أن عاشوا في بولندا انتقلوا إلى فرنسا، ثم إلى إيطاليا، مع مواصلة النشر والمشاركة في دوائر المهاجرين الروس، لقد حرّض النقد الأدبي القاسي الذي وجهته غيبيوس على وجود أعداء لها. كانت مأساة الكاتبة الروسية المنفية غيبيوس موضوعًا رئيسيًا لها في المنفى، لكنها واصلت أيضًا البحث في الموضوعات الجنسية الغامضة والسرية، ونشر القصص القصيرة، والمسرحيات، والروايات، والشعر، والمذكرات.
كانت وفاة ميرجكوفسكي في عام 1941 بمثابة صدمة كبيرة لغيبيوس، التي توفيت بعده بسنوات قليلة في عام 1945.

## السيرة الذاتية
وُلدت زينايدا غيبيوس في 20 نوفمبر1869 ، في بيليف، تولا، وهي الأكبر بين أربع أخوات. كان والدها، نيكولاي رومانوفيتش غيبيوس، محام محترم وضابط كبير في المجلس العالي الروسي، وكان ألمانيًا روسيًا، حيث استقر أجداده أدولفوس فون غينغست، وفي وقتٍ لاحق فون هيبيوس، في موسكو في القرن السادس عشر. كانت والدتها، أنستازيا فاسيليفنا (ستيبانوفا)، ابنة قائد الشرطة يكاترينبورغ.
استلزم عمل نيكولاي غيبيوس السفر المستمر، وبسبب ذلك لم تحصل بناتها على تعليم رسمي يُذكر. أخذوا الدروس من المربيين والمدرسين المتنقلين، فالتحقوا بالمدارس بشكل متقطع في كل مدينة (ساراتوف وتولا وكييف، وضمن مدن أخرى)، حيث كانت الأسرة تقيم فيها لفترة طويلة من الزمن. توفيت نيكولاي غيبيوس في سن 48 بمرض السل، ووالدتها أنستازيا فاسيليفنا أيضًا، مع العلم بأن جميع بناتها ورثن الاستعداد للمرض الذي قتلها، وانتقلت الأسرة جنوبًا، أولًا إلى يالطا (حيث تلقّت زينايدا العلاج الطبي) ثم في 1885 إلى تفليس، أقرب إلى منزل عمهم أليكساندر ستيبانوف.
في هذا الوقت، درست زينايدا بالفعل لمدة سنتين في مدرسة للبنات في كييف (1878 – 1877) ولسنة في صالة موسكو فيشر الرياضية تواجدت فقط في بورزهمي، حيث استأجر عمها ألكسندر، الرجل ذو الإمكانيات الكبيرة، الداتشا (بيت موسمي) لها، وبدأت تعود إلى طبيعتها بعد الصدمة العميقة الناجمة عن وفاة والدها الحبيب. بدأت زينايدا في كتابة الشعر في سن السابعة، وفي الوقت الذي التقت فيه ديمتري ميرجكوفسكي في عام  1888، كانت شاعرة مشهورة بالفعل. بحلول عام 1880 كنت أكتب قصائد، وكأنني مؤمنة عظيمة (بالإلهام)، ما جعل من المستحيل إبعاد قلمي عن الورقة. لقد رأى الناس من حولي هذه القصائد كدليل على (كوني مدللة)، لكنني لم أحاول إطلاقًا إخفاء ذلك، وبالطبع لم أكن كذلك أبدًا، وماذا عن تربيتي الدينية»، كتبَتها في عام 1902 في رسالة إلى فاليري بريوسوف.
جذبت زينايدا الكثير من الأنظار في بورزهومي كونها فتاة جميلة، لكنها أُعجبت أولًا بميرجكوفسكي ذو الشخصية الانطوائية، ولا سيما بسبب أرواحهما المتشابهة المثالية، فبمجرد أن طلب يدها للزواج، قبلته دون تردد، ولم تندم أبدًا على ما قد بدا أنه قرارًا متسرعًا. تزوجا غيبيوس وميرجكوفسكي في 8 يناير 1889 في تيفليس، حيث قاما بجولة قصيرة في شهر العسل تضمنت الإقامة في شبه جزيرة القرم، ثم عادا إلى سانت بطرسبورغ وانتقلوا إلى شقة في دار موروزي، التي استأجرتها لهم والدة ميرزكوفسكي كهدية زفاف.

### مسيرتها الأدبية
صاغ ميرجكوفسكي وغيبيوس ميثاقًا، وعد كل منهما بالتركيز على أفضل ما قدمه، ركّز الأول على الشعر، والثاني على النثر. فقد انهارت الاتفاقية عندما ترجمت زينايدا (اللورد بايرون مانفريد)، وبدأ ديميتري العمل على روايته الأولى جوليان المرتد. وفي سانت بطرسبرغ انضمت غيبيوس إلى الجمعية الأدبية الروسية، وأصبحت عضوًا في دائرة شكسبير (كان الأمير ألكسندر أوروسوف، المحامي الشهير، من بين أشهر أعضائه)، والتقت بفريده ياكوف بولونسكي، وأبولون مايكوف، وديمتري غريغوروفيتش، وألكسي بليششيف، وبيوتر فيينبرغ. أصبحت قريبة من مجموعة المؤلفين المرتبطين بالمُصلح سيفيرني فيستنيك، حيث ظهرت لأول مرة كشاعرة في عام 1888 .
في 1890-1891 نشرت المجلة الروسية مير بوزهي أول قصصها القصيرة، «المنكوب» و«في موسكو«. ثم أصدرت ثلاثة من رواياتها، بدون التعويذة، الفائز، وموجات صغيرة. نظرًا لكتابة النثر ذي المستوى دون المتوسط والإيحائي كمشروع تجاري، عالجت غيبيوس شعرها بشكل مختلف، كشيء عاطفي كليًا، واصفة أشعارها «بصلواتها الشخصية». متعاملة مع الجانب المظلم من الروح البشرية مع استكشاف الغموض الجنسي والنرجسي، اعتبرت العديد من هذه «الصلوات« نوعًا من التكفير في ذلك الوقت. وصف النقاد غيبيوس أنها »شيطانة»، و«ملكة الازدواجية«، و«وسيدة عذراء فاسدة«. مع الاستمتاع بسمعتها السيئة، استغلت صورتها المخنثة، ارتدت ملابس ذكورية واستخدمت أسماء مستعارة، صدمت ضيوفها بتوجيه الإهانة لهم (لمراقبة ردود فعلهم، كما شرحت لنازديزدا تيفي).
بقيت لعشرات السنين رمزًا )للتحرر الجنسي( في روسيا، متمسكة بما قالته ذات مرة في مذكرتها صليب الشهوانية. في عام 1901 تحول كل هذا إلى مذهب «الكنيسة الجديدة« التي كانت المحرضة عليها. في أكتوبر 1903 (مجموعة القصائد 1889-1903)، ظهر أول كتاب لغيبيوس في الشعر، في وقت لاحق، وصف إينوكيتي أنينسكي الكتاب أنه «خلاصة خمسة عشر عامًا من الحداثة الروسية«. تأثر أيضًا فاليري بريوسوف إلى حد كبير تأثرًا إيجابيًا، مشيدًا بالصراحة التي لا يمكن التغلب عليها والتي توثق بها التقدم العاطفي لروحها المستعبدة.
لم تفكر غيبيوس أبدًا في الأهمية الاجتماعية لشعرها المنشور، وكتبت في مقدمة لمجموعتها الأولى: «من المحزن أن ندرك أنه على المرء إنتاج شيء لا فائدة منه ولا معنى له مثل هذا الكتاب. لا أعتقد أن الشعر عديم الجدوى؛ بل على العكس، أنا مقتنعة أنه أساسي وطبيعي وخالد. كانت هناك أوقات قُرأ فيها الشعر في كل مكان وقُدّر من قبل الجميع، ولكن تلك الأوقات قد ولّت، ولم يعد للقارئ الحديث فائدة في كتاب الشعر».
في أوائل القرن العشرين، اكتسب منزل موروزي شهرة كونه أحد المراكز الثقافية الجديدة في العاصمة الروسية. اعترف الزوّار واحترموا سلطة المضيفة وموهبتها في القيادة، حتى لو لم يجدها أي منهم ودودة أو حنونة بشكل خاص.

## روابط خارجية
- زينايدا غيبيوس على موقع IMDb (الإنجليزية)
- زينايدا غيبيوس على موقع الموسوعة البريطانية (الإنجليزية)
- زينايدا غيبيوس على موقع ميوزك برينز (الإنجليزية)
- زينايدا غيبيوس على موقع قاعدة بيانات برودواي على الإنترنت (الإنجليزية)
- زينايدا غيبيوس على موقع ديسكوغز (الإنجليزية)